# Cimbuří

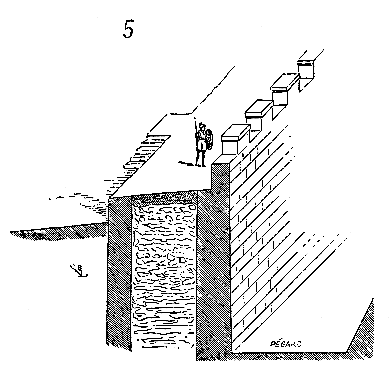
Cimbuří na hradbách

Cimbuří je ozubené zakončení vrcholu hradby. Jeho účelem je umožnit obráncům hradeb relativně bezpečný boj (stínky (zuby) jim umožňují lépe se krýt před palbou obléhatelů). Tento typ hradeb znali již starověcí Řekové a Římané, používán byl tisíce let. Zhruba na konci 14. století se u cimbuří začaly zužovat proluky a rozšiřovat stínky. Tento vývoj byl završen přeměnou proluk ve střílny a zánikem cimbuří jakožto používaného obranného prvku. I nadále se však objevovalo (či přetrvávalo) jako estetický prvek.

## Původ slova
Jak napsal vídeňský lingvista, slavista Stefan Michael Newerkla, je první český doklad slova cimbuří staročeské cibořie (později cimbořie, cimbuřie) v původním významu epistyl, architráv, baldachýn. Vzhledem k tomu, že dané výpůjčce odpovídá hlásková podoba a význam středohornoněmeckého zibōrje (zdobená stříška na čtyřech podpěrách, baldachýn; schránka na hostie) z latinského cibōrium (baldachýn nad oltářem; schránka na hostie’ ze starořeckého κιβώριον – oplodí egyptského bobu), můžeme vyloučit převzetí ze středohornoněmeckého burczinne (zubovité zakončení hradních věží ap.). Také další vývoj českého lexému ukazuje, že není třeba vycházet ani z hláskového ani ze sémantického pozdějšího smíšení s středohornoněmeckým burczinne popř. německým Burgzinne.